# Cargolet del Pacífic
El cargolet del Pacífic (Troglodytes pacificus) és una espècie d'ocell de la família dels troglodítids (Troglodytidae) que habita el sotabosc de diferents medis forestals des de les illes Aleutianes i Alaska, cap al sud, per l'oest del Canadà i Estats Units fins a Califòrnia.

## Descripció
El cargolet del Pacífic és un petit ocell de cua curta i de color marró llis amb un cant molt potent. El patró del plomatge és subtil, amb cella pàl·lida indistinta i una franja fosca difusa als flancs i les ales. Manté la cua constantment erecte. Es troba en una varietat d'hàbitats forestals, però sempre prefereix zones més humides amb fullatges espessos, sovint al voltant d'arbres caiguts i molsa. Més fosc, més petit i de cua més curta que el cargolet americà (T. aedon). El cant increïblement bonic és una llarga sèrie de xiulets i trinats musicals; un so inconfusible i comú als boscos de coníferes. Molt similar al cargolet hivernal (T. hivernalis), que gairebé mai se superposa en l'àrea de distribució. En general, el cargolet del Pacífic tendeix a ser d'un marró més vistós. Es distingeix millor per la veu: el del Pacífic té un cant més ràpid i llarg i unes notes de crida més agudes i nítides.

## Ecologia
El cargolet del Pacífic nia principalment en boscos de coníferes, especialment els d'abies i picea, on sovint s'identifica pel cant llarg i exuberant. Tot i que és insectívor, pot romandre en climes moderadament freds i fins i tot nevats buscant insectes en substrats com l'escorça i els troncs caiguts.
Els moviments mentre s'arrossega o s'enfila són incessants en lloc de ràpids; els vols curts són ràpids i directes, però no sostinguts, les petites ales rodones brunzeixen mentre vola d'arbust en arbust.
A la nit, generalment a l'hivern, sovint es queda dormint, fidel al nom científic, en refugis foscos, forats acollidors i fins i tot nius vells. Quan fa mal temps, pot fer-ho en grup, sigui familiar o per molts individus reunits per escalfar-se.
En la major part, l'aliment són insectes i aranyes, però a l'hivern s'alimenta de pupes grosses i algunes llavors.

### Reproducció
El mascle construeix un petit nombre de nius. Aquests s'anomenen "nis de gall", però mai no es folren fins que la femella tria un per utilitzar. El niu és rodó fet d'herba, molsa, líquens o fulles incrustat en un forat d'una paret, tronc d'arbre, esquerda en una roca o cantonada d'un edifici, però sovint el construeix en arbustos, branques que sobresurten o la brossa que s'acumula a les branques banyades per les inundacions. A l'abril pon de cinc a vuit ous blancs o lleugerament clapejats, i es pot fer segones postes.
Una faceta particular del cargolet del Pacífic és que els mascles utilitzen vocalitzacions complexes per atraure les femelles per a l'aparellament. El cargol del Pacífic és un ocell cantaire i el cant l'usa tant per a l'aparellament com per a exhibicions territorials. A la Colúmbia Britànica, Canadà, s'ha observat que els mascles adapten el cant en presència de soroll de l'autopista. Els cargol del Pacífic és àmpliament conegut per la varietat i complexitat de cants. En l'adaptació al soroll del trànsit de l'autopista, es va observar que els mascles canvien la longitud total dels cants. Tanmateix, no es van poder concloure altres canvis en la variació dels cants i la longitud individual de les síl·labes.
S'ha observat una variació en l'èxit reproductiu a altituds més elevades. Als boscos de la Colúmbia Britànica, a altituds més elevades, entre el 2003 i el 2004 hi va haver una disminució de la cria en comparació amb les altituds més baixes. En concret, la durada de la temporada de cria va ser més curta i les taxes de supervivència dels nius van ser més baixes. Tanmateix, altres factors com la durada de la incubació i el nombre total d'ous en cada intent de nidificació no van mostrar cap variació a causa de l'elevació. Tot i que el cargolet del Pacífic en general no tenia adaptació a altituds més elevades, hi havia un petit percentatge que va ser capaç de reproduir-se amb èxit en aquestes indrets més elevats.
Es van observar adaptacions en els patrons de reproducció dins dels paisatges urbans a la zona de Seattle, Washington i els boscos circumdants. En els ecosistemes urbans en desenvolupament de la ciutat, el cargolet del Pacífic va fugir i es va traslladar als boscos propers. A causa d'aquest canvi d'ubicació, l'èxit reproductor va disminuir significativament. En alguns casos, es va observar que la proporció de cargolets que tornaven al mateix niu urbà a la zona metropolitana de Seattle, Washington, era tan baixa com el 0%. En aquest cas, la reubicació del cargolet del Pacífic juntament amb la incapacitat per construir un nou lloc de nidificació amb èxit és el que va contribuir a la disminució de la reproducció.
En contrast, un parent proper del cargol del Pacífic, el cargol de Bewick (T. bewickii), ha tingut molt d'èxit prosperant en certs entorns urbans. Això està en polaritat amb la disminució del nombre del cargol del Pacífic a les zones urbanes. A més, s'ha observat que el cargol de Bewick interactua agressivament amb el cargol del Pacífic. Tanmateix, les raons exactes de l'èxit del cargol de Bewick enfront de la disminució del nombre de cargol del Pacífic a les zones urbanes no estan clares. En general, les observacions afavoreixen la hipòtesi que els paisatges urbans fomenten interaccions agressives i combatives entre espècies natives.

## Representacions culturals
El segell postal dels Estats Units de 1999 de la selva tropical de la costa del Pacífic presenta un segell amb un "cargol d'hivern (Troglodytes troglodytes)"; aquest ocell va ser classificat posteriorment com el cargol del Pacífic. El narrador de la història "La foca blanca" d'El llibre de la selva de Rudyard Kipling és Limmershin, un "cargol d'hivern", en realitat el cargol del Pacífic.

## Taxonomia
En estudiar els cants i la genètica dels individus en una zona de superposició entre Troglodytes hiemalis i T. pacificus, Toews i Irwin (2008) van trobar proves sòlides d'aïllament reproductiu entre els dos. Es va suggerir que la subespècie pacificus es promogués a la designació de nivell d'espècie de Troglodytes pacificus amb el nom comú de "cargolet del Pacífic". Aplicant un rellotge molecular a la quantitat de divergència de seqüències d'ADN mitocondrial entre els dos, es va estimar que T. pacificus i T. troglodytes van compartir per última vegada un avantpassat comú fa aproximadament 4,3 milions d'anys, molt abans dels cicles glacials del Plistocè, que es creu que van promoure l'especiació en molts sistemes aviars que habiten el bosc boreal d'Amèrica del Nord.
El nom científic prové de la paraula grega «troglodytes» (de «trogle» que significa “forat”, i «dyein», “arrossegar-se”), que significa “habitant de coves”, i es refereix a l'hàbit de desaparèixer en cavitats o esquerdes mentre caça artròpodes o per dormir.

### Subespècies
Es reconeixen catorze subespècies:
- T. p. alascensis (Baird, 1869) - Illes Pribilof (illes St. George, St. Paul i Otterr).
- T. p. meligerus (Oberholser, 1900) - Aleutianes occidentals (Attu, Agattu, Alaid, Nitzi i Buldir).
- T. p. kiskensis (Oberholser, 1919) - Aleutianes occidentals (Kiska, Little Kiska, Amchitka i Ogliuga).
- T. p. tanagensis (Oberholser, 1919) -  illes Andreanof (Tanaga, Adak i Atka).
- T. p. seguamensis (Gabrielson & Lincoln, 1951) - Aleutianes centrals (Seguam, Amutka i Yunaska).
- T. p. petrophilus (Oberholser, 1919) - illes Fox (Unalaska, Amaknak i Akutan).
- T. p. stevensoni (Oberholser, 1930) - península occidental d'Alaska, Amak i illes Amagatwestern.
- T. p. ochroleucus (Rea, 1986) - illes al sud de la península d'Alaska (illa de l'Almirallat).
- T. p. semidiensis (Brooks, 1915) - illes Semidi (golf d'Alaska).
- T. p. helleri (Osgood, WH 1901) - sud d'Alaska (illes Kodiak, Afognak i Raspberry).
- T. p. pacificus (Baird, 1864) - sud-est d'Alaska, oest de Canadà i nord-oest dels Estats Units.
- T. p. muiri (Rea, 1986) - costa nord de Califòrnia (al sud fins al comtat de Marin).
- T. p. obscurior (Rea, 1986) - costa central de Califòrnia (de San Francisco al comtat de San Luis Obispo).
- T. p. salebrosus (Burleigh, 1959) - interior de la Columbia Britànica fins al nord-est d'Oregon i l'oest de Montana.